# Епідемії коколізлі
Епідемії коколізлі (також Великий мор, англ. Cocoliztli epidemics / the great pestilence, ісп. epidemia de cocoliztli) — термін, який застосовується для означення мільйонів смертей на території Нової Іспанії в нинішній Мексиці в XVI столітті. Приписується одній або кільком хворобам, спільно званим cocoliztli, що скоротили чисельність корінного населення приблизно на 80 відсотків у середині 1540-х років), що характеризувалися гарячкою та кровотечами (ймовірно геморагічним гарячкам). Ці епідемії спустошили Мексиканське нагір'я, особливо постраждало ацтекське місцеве населення. Назва «коколізлі» є ацтекського походження.

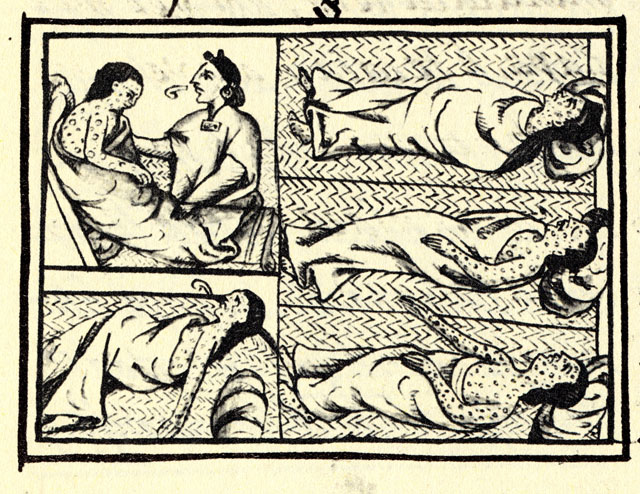
Жертви коколізлі

Виходячи з кількості померлих, цю епідемію «коколізлі» часто називають найгіршою в історії Мексики. Наразі немає консенсусу стосовно цих епідемій. Зрозумілим є те, що частково це було обумовлено завезенням іспанцями натуральної віспи, до якої місцеве населення не мало ніякого імунітету. Разом з цим описи хворих не завжди відповідали клінічним проявам цієї хвороби. Існує спірна думка, що це міг бути паратиф C. Є припущення, що розвитку епідемій сприяла значна тривала посуха.

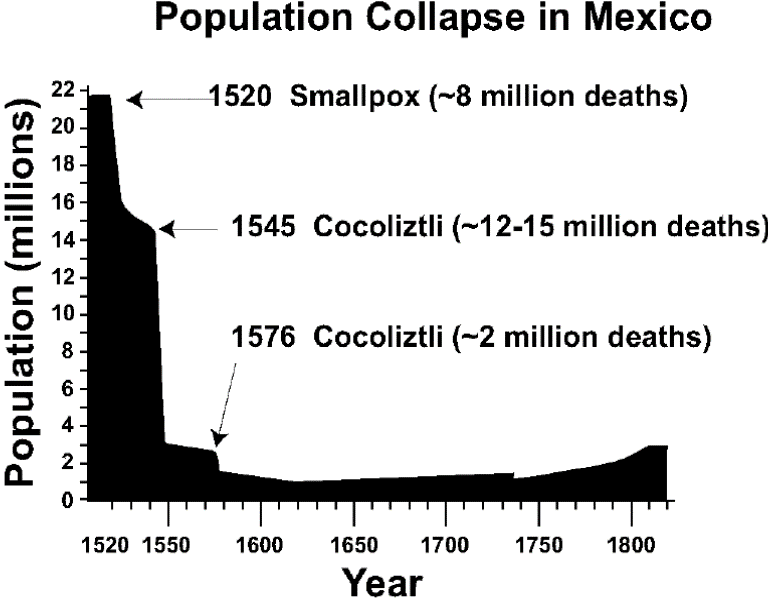
Колапс населення Мексики впродовж XVI століття, що принаймні частково пов'язано з щонайменше трьома повторними епідеміями коколізлі. Вважається, що першою була епідемія натуральної віспи, що спричинила близько 8 млн смертей.

## Етимологія
Слово «коколізлі» походить від слова з мови науатль, що означає «шкідник», також «хвороба», також «мор».

## Історичні відомості
Було виявлено 14 епідемій, що були ідентифіковані як імовірно коколізлі, причому найбільшими були епідемії 1520, 1545, 1576, 1736 та 1813 років.
Існує гіпотеза, що широкомасштабний спалах якоїсь геморагічної гарячки міг посприяти раніше краху класичної цивілізації майя (750—950 роки), хоча більшість експертів вважають, що інші фактори, включаючи зміну клімату, ймовірно, зіграли набагато більшу роль.
Епідемії коколізлі зазвичай траплялися протягом двох років після великих посух, тоді як інша хвороба, що називається «матлазахуатл», з'явилася через два роки після сезону дощів. Епідемія в 1576 році сталася після посухи, що простяглася від Венесуели до Канади. Вважається, що взаємозв'язок між посухою та хворобою полягає в тому, що кількість популяцій гризунів Calomys, носія вірусної геморагічної гарячки, зростала під час дощів, що слідували за посухою, у міру поліпшення умов.
Існує певна неоднозначність щодо того, чи є коколізлі переважно націленими на корінне населення на відміну від європейських колоністів. Більшість власних повідомлень про захворювання надійшли від ацтеків, які в першу чергу були стурбовані новизною хвороби або хвороб та яскраво вираженими клінічними проявами.
Іспанські колонізатори, можливо, використовували корінні страхи для подальшого виправдання та впровадження християнства, як висловився енкомендеро Гонсало де Ортіс: «Бог послав на індіанців таку хворобу, що троє з кожних чотирьох з них загинули». Незрозуміло, чи Ортіс перебільшував, чи іспанські колонізатори справді менше зазнавали впливу цього «вчинку Бога». Проте Торібіо де Бенавенте Мотолінія, іспанський місіонер, припустив, що на 60–90 % все населення Нової Іспанії зменшилося незалежно від етнічної приналежності. Бернардіно де Саагун, інший іспанський священнослужитель і автор Флорентійського кодексу, засвідчив, що до кінця спалаху захворювання заразився сам. Під час другого спалаху коколізлі в 1576 році Саагун визначив, що й африканські раби, й іспанські колоністи були сприйнятливими до цієї хвороби.